# Прјако (Торино)
Прјако је насеље у Италији у округу Торино, региону Пијемонт.
Према процени из 2011. у насељу је живело 143 становника. Насеље се налази на надморској висини од 418 м.